# 马尔扎博托
马尔扎博托是意大利艾米利亚-罗马涅大区博洛尼亚省的一个镇，距离大区首府博洛尼亚约27公里。
1944年9月29日，占领意大利的纳粹德国在此制造了马尔扎博托大屠杀。